# The Birth of The True
The Birth of The True（ザ・バース・オブ・ザ・トゥルー）は、1992年3月25日に発売された、英国リバプールのインディペンデント・レーベル Sugarfrost Records と日本の東芝EMI（当時）系列のインディペンデント・レーベル、ポルスプエスト・レコードによる、90年代初頭の英日の新進インディーズ・バンドのコンピレーション・アルバム。

## 概要
オリコンインディーズトップ30、初登場3位。英国リリースでは、現地メディアの注目を浴びた。とりわけ、当地の音楽紙 NME 紙 ("short circuit" by John Mulvey, 18 July 1992) や Melody Maker 紙 ("albums review", 1 August 1992) からの絶賛を受けたが、これはインディーズバンド／レーベルとしては画期的な出来事であった。
これにより、ネロリーズ（Nelories）や b-flower といった日本のネオアコバンドが海外で脚光を浴び、Nelories が BBC の伝説的番組 "John Peel Sessions" へ出演する足がかりともなった（詳細は  List of Peel sessions を参照のこと）。
また、英国のインディーズレーベルの Sarah Records と親交が深く、同レーベルからリリースのあった Secret Shine などが英国側から参加している。
ジャケット写真は、Sugarfrost Records 主宰の山内章子によるもの。
翌1993年には第2弾The Birth of The True II（ザ・バース・オブ・ザ・トゥルー II）がリリースされている。

## 収録曲

### The Birth of The True
1. J.P.G / Nelories
2. Can't Buy Me Love / Pure
3. Take Me Slowly / Secret Shine
4. グライダーと長靴  / b-flower
5. Plastic Sky / Nelories
6. EVERGREEN / The Penelopes
7. Jewel / The Sedgewicks
8. 君がいなくなると淋しくなるよ/ b-flower
9. It Kills Me Inside / Razorblade Smile
10. RISE / White Come Come
11. WHIRLPOOL  / Pure

### The Birth of The True II
1. December Sun /  The Waking Hours
2. Just Going Down / The Port
3. Afro Blues Combo / Instant Cytron
4. I Wonder "Why"? But I Fall In Love / Marigold Leaf
5. I'm In Your Fruits / The Port
6. B.L.O.W.J.O.B.S / The Flamenco A Go Go
7. Bluish / Glaring Surge
8. Like A Tea / White Come Come
9. Mystery Golden Town / Garp
10. Undesirable / Hara Yasuhiro
11. Drive / Marigold Leaf
12. Tangle (Acoustic Version) / Eva Luna
13. I Will Die With My Head In Flames / Nelories